# إلمر بوكانان
إلمر بوكانان هو سياسي كندي، ولد في 1946 في كندا. حزبياً، نشط في الحرب الديمقراطي الجديد لأونتاريو. وقد انتخب عضو برلمان مقاطعة أونتاريو.